# Szamospart
Szamospart (románul: Lușca) falu Romániában, Erdélyben, Beszterce-Naszód megyében.

## Fekvése
Naszódtól délre fekvő település.

## Története
Szamospart nevét 1392-ben említette először oklevél Luchka néven.
1530-ban Lwzka néven említették az oklevelekben, ekkor a Somkeréki Erdélyiek birtoka volt.
Későbbi névváltozatai: 1750-ben Luska, 1808-ban Luska, 1913-ban Szamospart.
A trianoni békeszerződés előtt Beszterce-Naszód vármegye Naszódi járásához tartozott. 1910-ben 432 lakosa volt. Ebből 9 magyar, 422 román volt, melyből 421 görögkatolikus, 13 izraelita volt.

## Források

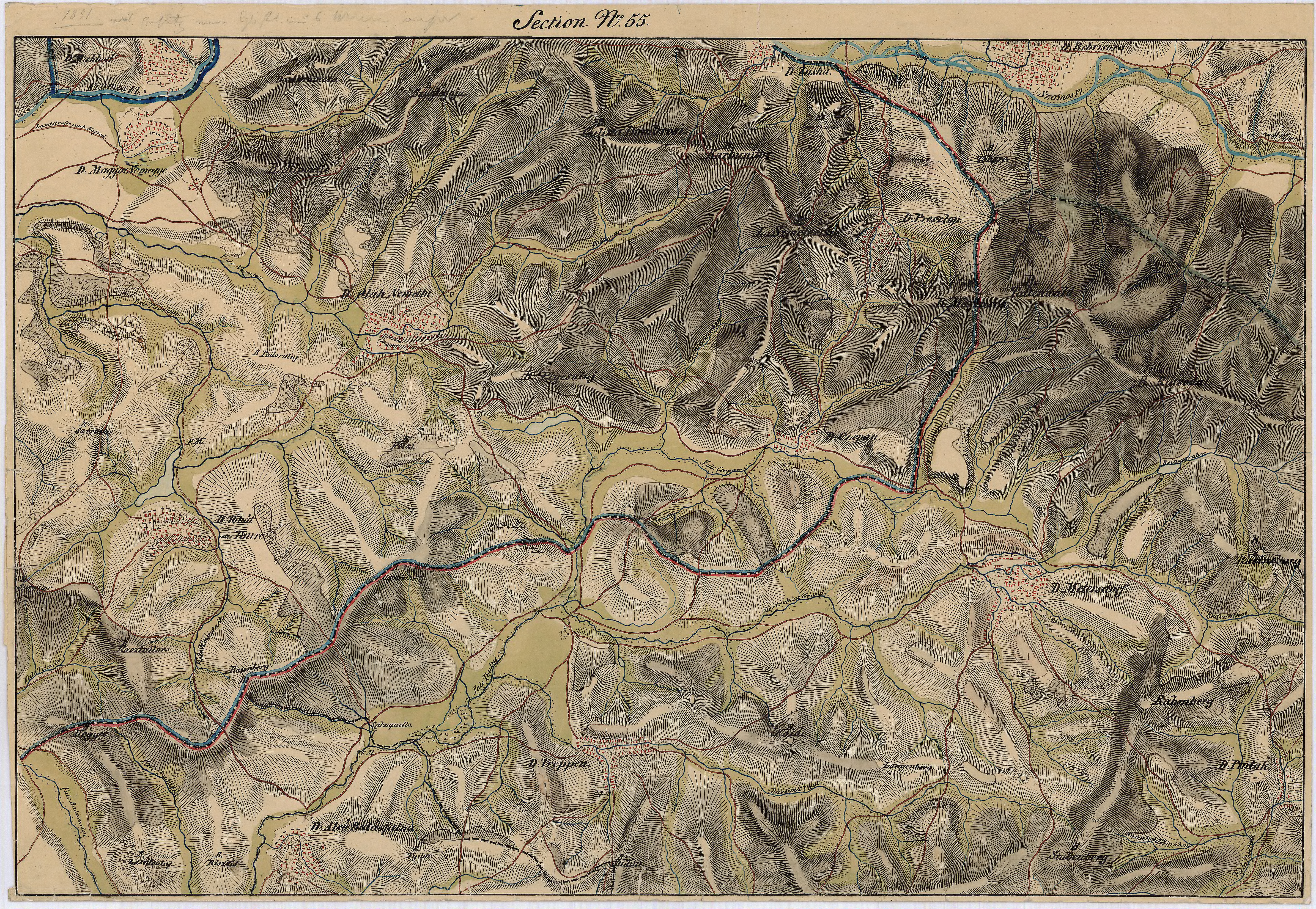
Szamospart település és környéke egy régi térképen